# Pieczone gołąbki

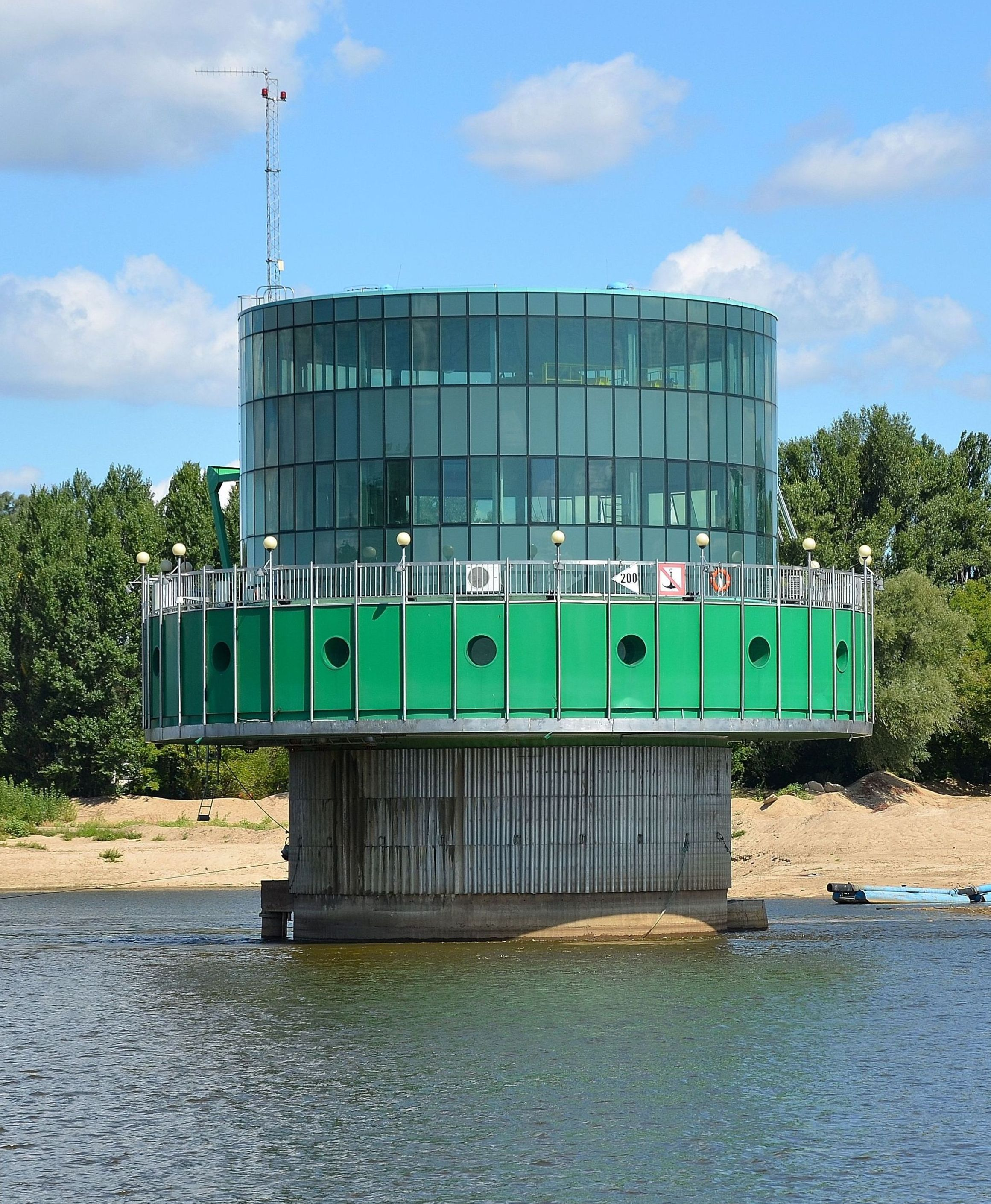
„Gruba Kaśka”

Pieczone gołąbki – polski film fabularny zrealizowany w 1966 roku przez Tadeusza Chmielewskiego. Komedia z czasów "naszej małej stabilizacji".

## Obsada
- Krzysztof Litwin − Leopold Górski
- Magdalena Zawadzka − Katarzyna Zasławska
- Adam Mularczyk − Wierzchowski, majster
- Henryk Bąk − Ziarnicki, sekretarz POP w Przedsiębiorstwie Wodociągów Miejskich
- Wanda Chwiałkowska – pielęgniarka w Przedsiębiorstwie Wodociągów Miejskich
- Janusz Kłosiński − Ludwik Biskup, pracownik "Grubej Kaśki"
- Zbigniew Koczanowicz − dyrektor
- Jerzy Karaszkiewicz − Drobniak, członek brygady Wierzchowskiego
- Wacław Kowalski − Kołodziejczyk, członek brygady Wierzchowskiego
- Juliusz Kalinowski − Kończak, gospodarz Leopolda
- Józef Łodyński − Józef Balcerzak
- Adam Perzyk
- Witold Skaruch − Witek
- Leonard Andrzejewski
- Jan Paweł Kruk
- Adam Perzyk − Waskowski
- Czesław Mroczek − Żabiński, pracownik "Grubej Kaśki"
- Zbigniew Jabłoński
- Grzegorz Roman − harcerz z kółka fotograficznego
- Jarosław Skulski − gość z Zachodu
- Witold Dębicki − robotnik

i inni

## Fabuła
Komedia satyryczno-sytuacyjna, w której wyśmiani zostają cwaniacy i kombinatorzy. Leopold Górski (Krzysztof Litwin), młody poeta, piosenkarz dojeżdża do pracy spod Warszawy, gdzie wynajmuje pokój w domku usytuowanym tuż przy torach kolejowych. Przejeżdżające pociągi straszliwie trzęsą wątłą chatką, doprowadzając poetę do rozstroju nerwowego. Leopold marzy o własnym mieszkaniu. Jest zatrudniony w warszawskiej stacji pomp „Gruba Kaśka”, umila radosnym śpiewem życie i pracę kolegom. Otrzymuje też specjalne zadanie: uzdrowić sytuację w brygadzie majstra Wierzchowskiego, w której panują nieróbstwo, łapówkarstwo i inne plagi. Brygada przekształca się we wzorcową, a Leopold otrzymuje upragnione mieszkanie, ponadto jego miłość do uroczej Kasi zostaje odwzajemniona.